# Moloko (studentförening)
Studentföreningen Moloko är Campus Alfred Nobels enda studentförening. Campus Alfred Nobel är ett regionalt campus inom Örebro universitet. Moloko grundades hösten 2004 av årets dåvarande studenter och blev registrerat som ideell förening år 2005. Det nya studenthuset, som invigdes i oktober 2008, ligger i nära anslutning till campus.
Studentföreningen är politisk och religiöst obunden och verksamheten som bedrivs innefattar bland annat introduktion och vägledning av nya studenter, olika aktiviteter för att främja studentlivet, studentfrågor samt kontakt med näringsliv och kommun.
Varje onsdag anordnas ett fika för studenter i studenthuset vid Campus Alfred Nobel vilket är ett tillfälle där studenterna kan diskutera kring utbildningen i sig, men även ge förslag på kommande aktiviteter, förbättringar och synpunkter.
Studentföreningen Moloko har webbadressen https://web.archive.org/web/20070911215216/http://www.moloko.se/. Där kan studenterna ta del av viktig information, aktiviteter och diskutera sinsemellan. Sidan är skapad av studentföreningen Moloko och drivs av Campus Karlskogas studenter.

## Historik
- 2008
  - 2008-10-01 - Nya studenthuset invigs
- 2006
  - 2006-09-03 – Sara Funke från kommunen anländer som studentkontakt
- 2005
  - 2005-04-29 – Stadgarna ändrades, medlemsavgiften slopades
  - 2005-04-27 – Moloko blir av kommunen tilldelad studenthuset på Bergmansgatan
  - 2005-03-11 – Moloko registreras som ideell förening
- 2004
  - 2004-09-02 – Moloko grundas

Åsa Lindberg, kommunens första representant hjälpte till att starta studentföreningen men bidrog även till att föreningen fick ett kårhus samt möbler. Hon hade även kontakt med företag som erbjöd studentrabatter. Åsas drivande och engagemang satte grunden till verksamheten inom föreningen och möjligheterna för nästkommande studenter.
Sara Funke, representant från kommunen har betytt otroligt mycket för studentföreningen Moloko. Hon har varit och är fortfarande en nyckelperson i verksamheten och arbetar konstruktivt med frågor rörande studentverksamheten. Hon är även närvarande under onsdagsfikat för att ta del av studenternas frågor och ifrån kommunen stödja studentverksamheten.